# 丹下乾三
丹下 乾三（たんげ けんぞう、1888年（明治21年）6月5日 - 1952年（昭和27年）11月8日）は、広島県出身の農業技術者、政治家。

## 来歴
甲奴郡清岳村（現・府中市上下町）生まれ。1906年（明治39年）3月岡山県立農学校獣医科（現・岡山県立高松農業高等学校）を卒業。
甲奴郡技手を経て、1912年（明治45年）6月神石郡技手、のち神石郡畜産組合技師、広島県農林技師などを歴任する。
1931年（昭和6年）広島県会議員となり、1935年（昭和10年）まで務めた。
1935年6月神石郡農会長に就任、1938年（昭和13年）神石郡畜産組合長に就任する。技師時代からほぼ神石郡の畜産、特に神石牛発展に貢献、種牡牛の育成や家畜技術の指導などに貢献した。農会長時代は食糧増産にも貢献している。
1940年（昭和15年）油木町長に就任する。